# Vrata tržnice u Miletu
Vrata tržnice u Miletu su velika ulazna vrata, širine 29 i visine 17 m, koja je sagrađena oko godine 120. u vrijeme vladavine rimskog cara Hadrijana. Predstavljale su jedno od glavnih gradskih znamenitosti sve do 1100. kada su oštećene u potresu, a grad s vremenom napušten. Otkopana su od strane Theodora Wiganda između 1899. i 1913. te prenesena u Berlin, gdje su danas izložene kao jedna jedna od najspektakularnijih atrakcija u Pergamskom muzeju.